# Quận Clackamas, Oregon
Quận Clackamas (IPA: [ˈklæ kə mɪs]) là một quận nằm trong tiểu bang Oregon. Nó được đặt tên của một bộ tộc bản thổ châu Mỹ sống trong khu vực là người bản thổ Clackamas thuộc dân tộc Chinooka. Đến năm 2000, dân số của quận là 338.391. Quận lỵ là Oregon City.

## Lịch sử

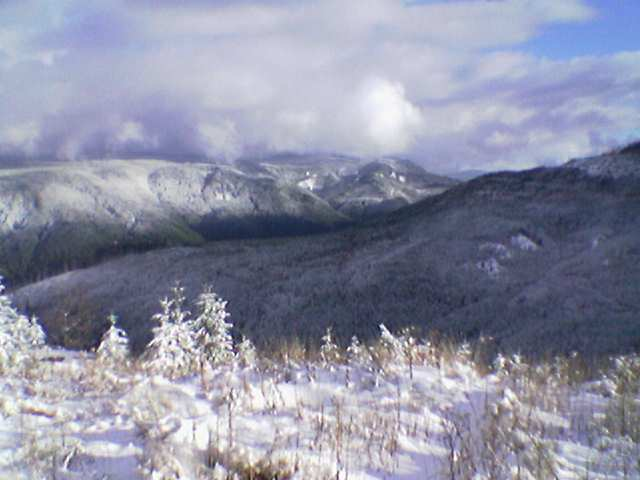
Rừng phía tây Thung lũng Sông Clackamas

Quận Clackamas là một trong bốn khu ban đầu của Oregon được Chính phủ Lâm thời Oregon thành lập ngày 5 tháng 7 năm 1843 cùng với Twality (sau này là Washington), Champooick (sau nầy là Marion), và Yamhill. Bốn khu được ấn định như quận năm 1845. Vào lúc được thành lập, Quận Clackamas gồm có những phần đất thuộc bốn tiểu bang và một tỉnh của Canada ngày nay. Sông Columbia trở thành ranh giới phía bắc của quận năm 1844.
Oregon City cũng là nơi có tòa án liên bang duy nhất ở phía tây của Dãy Rockies năm 1849 khi San Francisco, California được vẽ họa đồ.
Năm 1902, Thiên thạch Willamette được tìm thấy ở một cánh đồng ngay bên ngoài nơi mà bây giờ là thành phố West Linn.
Ngược lại với Quận Multnomah tự do và đô thị hóa hơn ở phía bắc, và Quận Washington có nhiều tầng lớp lãnh đạo hơn ở phía tây trong khi Quận Clackamas là nơi của tầng lớp lao động và có thái độ chính trị bảo thủ.

## Địa lý
Theo Cục Điều tra Dân số Hoa Kỳ, quận có tổng diện tích là 4.867 km² (1.879 mi²). 4.839 km² (1.868 mi²) là đất và 28 km² (11 mi² hay 0,58%) là mặt nước.

### Xa lộ chính
- Xa lộ liên tiểu bang 205
- Quốc lộ Hoa Kỳ 26
- Quốc lộ Hoa Kỳ 99E

### Các quận giáp ranh
- Quận Multnomah, Oregon - bắc
- Quận Hood River, Oregon - đông bắc
- Quận Wasco, Oregon - đông
- Quận Marion, Oregon - nam
- Quận Yamhill, Oregon - tây
- Quận Washington, Oregon - tây bắc

## Thành phố và cộng đồng

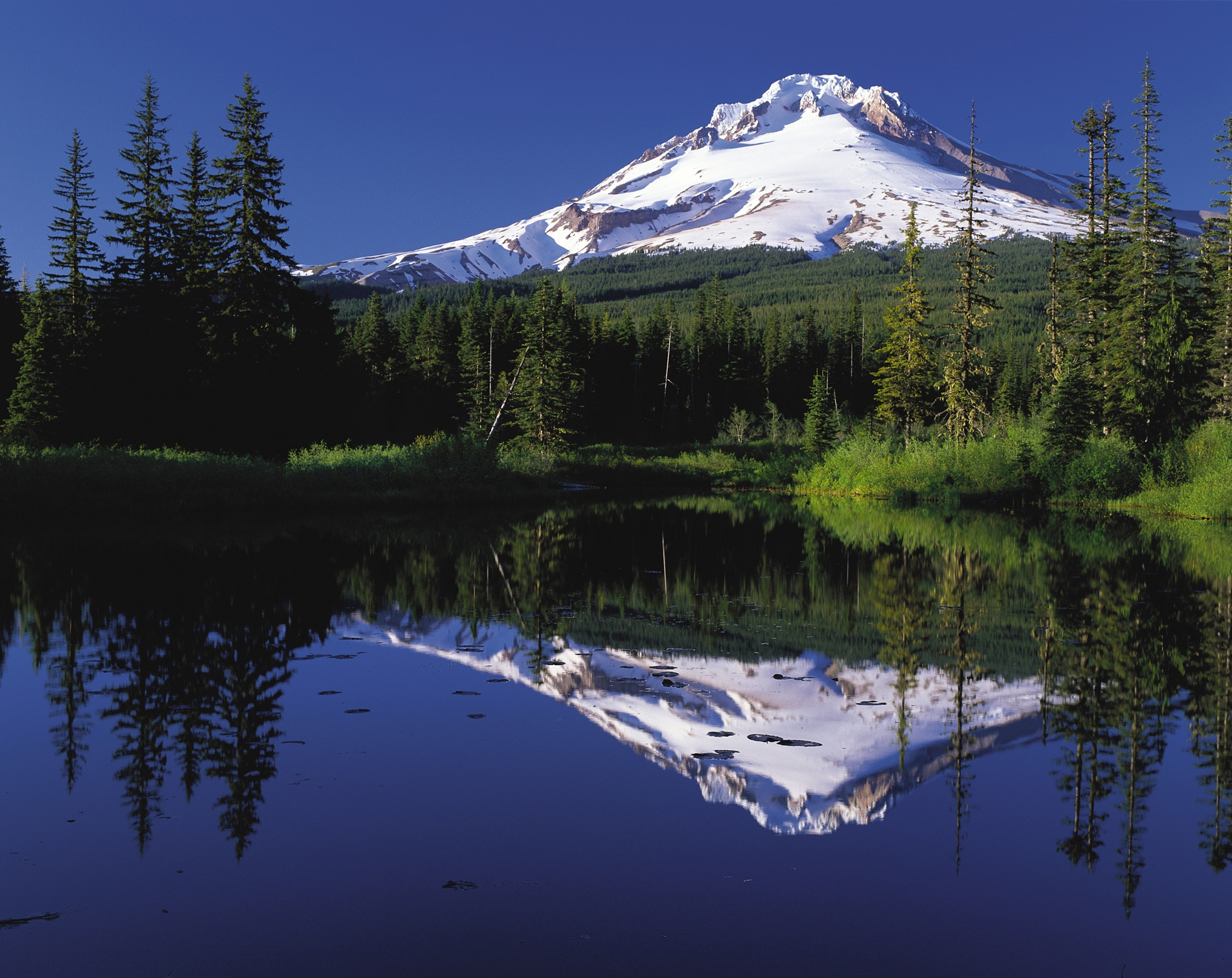
Núi Hood phản chiếu trên Hồ Trillium

### Các thành phố và những nơi ấn định cho điều tra dân số trong Vùng đô thị Portland
- Portland (một phần nhỏ phía đông nam của thành phố)
- Clackamas (một nơi ấn định cho điều tra dân số)
- Gladstone
- Happy Valley
- Johnson City
- Lake Oswego
- Milwaukie
- Oregon City
- Rivergrove
- Sunnyside (một nơi ấn định cho điều tra dân số)
- Tualatin
- West Linn
- Wilsonville

### Những thành phố khác
- Barlow
- Canby
- Damascus/Carver
- Estacada
- Molalla
- Sandy

### Những cộng đồng chưa hợp nhất
- Barton
- Boring
- Charbonneau (cộng đồng riêng nằm trong nội giới Wilsonville)
- Colton
- Eagle Creek
- Marquam
- Needy
- Redland
- Wankers Corner
- Yoder

### Những nơi ấn định cho điều tra dân số khác
- Jennings Lodge
- Oak Grove
- Oatfield
- Làng Núi Hood

### Ấp
Trong Quận Clackamas, một ấp là một kiểu chính quyền địa phương cho những khu chưa hợp nhất.
- Beavercreek
- Stafford
- Mulino

### Làng
- Government Camp (vẫn đang trong tình trạng tiến hành để trở thành một làng cho đến thời điểm năm 2006)
- Các làng ở Núi Hood (bao gồm Brightwood, Marmot, Rhododendron, Welches, Wemme, và Zigzag)

Một số cộng đồng này cũng mở rộng vào các quận khác. Lake Oswego và Milwaukie cũng có khu vực nằm trong Quận Multnomah. Tualatin, Rivergrove và Wilsonville có khu vực nằm trong Quận Washington.
Các khu vực đô thị của quận cũng được vùng đô thị phục vụ.